# Ктітарєв Микола Михайлович
Микола Михайлович Ктітарєв (21 квітня 1925, місто Кам'янське, тепер Дніпропетровської області — 3 серпня 2014, місто Київ) — український радянський діяч, голова виконавчого комітету Дніпродзержинської міської ради народних депутатів, уповноважений Міністерства зовнішньої торгівлі СРСР при Раді міністрів Української РСР.

## Біографія
Народився в родині робітника Дніпровського металургійного заводу.
З жовтня 1943 по 1950 рік — у Радянській армії, учасник німецько-радянської війни з травня 1944. Служив вичислювачем у 860-му артилерійському полку 310-ї стрілецької дивізії 2-го Білоруського та 3-го Прибалтійського фронтів, 53-му артилерійському полку 27-ї стрілецької дивізії, 364-му запасному стрілецькому полку 11-ї запасної стрілецької дивізії Харківського військового округу. У 1944 році вступив до комсомолу.
Член ВКП(б).
Після демобілізації у 1950 році повернувся до рідного міста Дніпродзержинська. Працював у ремісничому училищі № 23 міста Дніпродзержинська, одночасно закінчив вечірню школу-десятирічку. У 1951—1952 роках — редактор міського радіомовлення, редактор багатотиражної газети «Серп і молот» Дніпродзержинського азотно-тукового заводу.
У 1952—1957 роках — студент Дніпродзержинського металургійного інституту імені Арсеничева.
З 1958 по 1959 рік працював механіком, у 1959—1961 роках — секретарем партійного комітету Дніпродзержинського азотно-тукового заводу.
У 1961—1963 роках — 2-й секретар Дніпродзержинського міського комітету КПУ Дніпропетровської області.
У 1963—1981 роках — голова виконавчого комітету Дніпродзержинської міської ради депутатів трудящих (народних депутатів) Дніпропетровської області.
У 1981—1991 роках — уповноважений Міністерства зовнішньої торгівлі СРСР при Раді міністрів Української РСР.
У 1991—1999 роках — керівник секретаріату Ради з питань виставкової роботи в Україні при Кабінеті Міністрів України.
Потім — на пенсії. Автор книг «В степу під Баглієм» (1964), «Двобій» (1985), «По зову сердец» (2003).
Помер 3 серпня 2014 року.

## Звання
- підполковник

## Нагороди
- орден Вітчизняної війни ІІ ст. (20.10.1987)
- орден Трудового Червоного Прапора (1971)
- два ордени «Знак Пошани» (1966, 1981)
- медаль «За відвагу» (15.03.1945)
- медаль «За перемогу над Німеччиною у Великій Вітчизняній війні 1941—1945 рр.» (1945)
- медалі
- Почесна грамота Президії Верховної Ради Української РСР (1981)
- почесний громадянин міста Дніпродзержинська (Кам'янського) (29.08.1986)